# Bernard Gardon
Bernard Gardon est un footballeur international français né le 2 décembre 1951 à Clermont-Ferrand, dans le Puy-de-Dôme, évoluant au poste de défenseur.

## Biographie
Il fait partie des trois joueurs, avec Patrick Battiston et Alain Roche à avoir remporté le Championnat de France D1 avec trois clubs différents.
Il devient manager général du Racing club de Strasbourg en 1997, lors du rachat du club par les Américains de IMG, il laissa une très mauvaise image auprès des supporters et des anciens cadres pour sa gestion au club. Jacky Duguépéroux, entraîneur du Racing, à cette époque le qualifia comme l'un des hommes qui "a fait le plus de mal au Racing". Le club descendra en seconde division en 2001. 
Il s'est ensuite reconverti dans la gestion en matière de transferts pour le compte de l'union nationale des footballeurs professionnels.

## Carrière
- Stade Clermontois (formation)
- 1969-1974 :  FC Nantes
- 1974-1977 :  Lille OSC
- 1977-1980 :  AS Monaco
- 1980-1982 :  AS Saint-Étienne
- 1984-1987 :  Clermont FC[2]

## Palmarès

### En club
- Champion de France en 1973 avec le FC Nantes, en 1978 avec l'AS Monaco et en 1981 avec l'AS Saint-Étienne
- Vainqueur de la Coupe de France en 1980 avec l'AS Monaco
- Vice-champion de France en 1974 avec le FC Nantes et en 1982 avec l'AS Saint-Étienne
- Finaliste de la Coupe de France en 1973 avec le FC Nantes, en 1981 et 1982 avec l'AS Saint-Étienne

### En équipe de France
- 1 sélection le 26 mai 1973, à Moscou, contre l'URSS[3]